# Jean Tricoire
Jean Tricoire (geboren am 16. April 1947) ist ein französischer Verfasser zahlreicher Publikationen aus dem Bereich des Schienenverkehrs.
Der Rechtswissenschaftler, Wirtschaftswissenschaftler und Raumplaner war für das Pariser Nahverkehrsunternehmen RATP tätig, zunächst im Bereich des Betriebs der Métro. Dann wechselte er zur Planung neuer Strecken und war später für die internen und externen Publikationen der RATP sowie zuletzt insbesondere deren historischer Abteilung verantwortlich.

## Werke
- Un siècle de métro en 14 lignes. De Bienvenüe à Météor. Éditions La Vie du Rail, Paris 1999, ISBN 2-915034-32-X.
- Le Métro de Paris. 1899-1911 Images de la construction. 1. Auflage. Paris-Musées RATP, Paris 1999, ISBN 978-2-87900-481-5.
- Le grand livre du TGV. 1. Auflage. Éditions La Vie du Rail, Paris 2002, ISBN 2-915034-01-X.
- Le RER. Le réseau francilien. RATP, Paris 2002, ISBN 2-85621-001-5.
- Le Tramway à Paris et en Île-de-France. 1. Auflage. Éditions La Vie du Rail, Paris 2007, ISBN 978-2-915034-66-0.
- Le tramway en France. Éditions La Vie du Rail, Paris 2007, ISBN 978-2-915034-73-8.
- Trains des Alpes. France, Suisse, Autriche, Italie. Éditions La Vie du Rail, Paris 2015, ISBN 978-2-37062-016-3.
- Au fil du Rhône en train. Éditions La Vie du Rail, Paris 2017, ISBN 978-2-37062-065-1.
- La Suisse et ses chemins de fer. Éditions La Vie du Rail, Paris 2019, ISBN 978-2-37062-081-1.